# Кротолария
Кроталария (Crotalaria) са род тревисти растения от семейство Бобови (Fabaceae). Съществуват 600 вида. Името идва от гръцката дума κροταλον, която означава кестен, и има друг организъм, чието латинското име има такъв корен, наречен гърмяща змия.
Използва се като храна за ларвите на някои пеперуди включително Endoclita sericeus, Etiella zinckenella и Utetheisa ornatrix.

## Видове
- Crotalaria agatiflora
- Crotalaria anagyroides
- Crotalaria avonensis
- Crotalaria burhia
- Crotalaria capensis
- Crotalaria crispata
- Crotalaria cunninghamii
- Crotalaria eremaea
- Crotalaria glauca
- Crotalaria incana
- Crotalaria juncea
- Crotalaria longirostrata – дългоклюна кроталария
- Crotalaria ochroleuca
- Crotalaria pallida – бледа кроталария
- Crotalaria persica
- Crotalaria retusa
- Crotalaria sagittalis
- Crotalaria spectabilis
- Crotalaria urbaniana (изчезнал)
- Crotalaria vitellina